# Proces van Arkela-de Boera

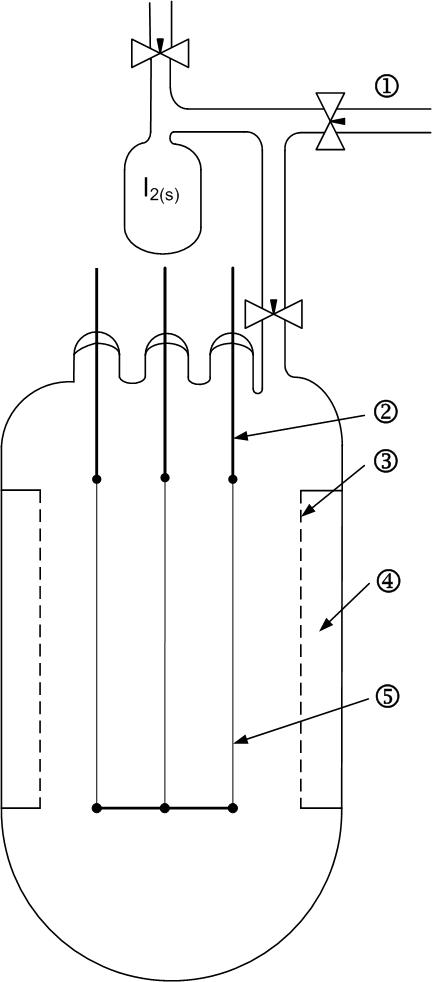
Sprzęt używany do procesu van Arkela-de Boera. Korpus jest wykonany ze szkła kwarcowego. (1) – pompa próżniowa
(2) – 6 mm elektroda molibdenowa
(3) – siatka molibdenowa
(4) – komora na surowiec
(5) – drut wolframowy

Proces van Arkela-de Boera (znany też jako proces jodkowy lub proces pręta kryształu) – pierwszy przemysłowy proces otrzymywania czystego cyrkonu, opracowany przez Antona van Arkela i Jana de Boera w 1925 roku. Jest używany w produkcji niewielkich ilości niektórych metali o najwyższej czystości. Jego podstawowym schematem jest przekształcenie oczyszczanego metalu w lotny jodek, który jest izolowany i rozkładany termicznie do czystego metalu. Jedynymi metalami oczyszczanymi w tym procesie na skalę przemysłową były tytan, cyrkon i hafn, można go też wykorzystać do oczyszczania wanadu, toru lub protaktynu. Proces został wyparty w przemyśle przez proces Krolla i jest stosowany obecnie na znacznie mniejszą skalę.

## Technologia
Zanieczyszczony metal ogrzewa się w naczyniu próżniowym z jodem (lub innym fluorowcem) w temperaturze ok. 500 °C. Powstające jodki, np. TiI4 lub ZrI4, ulatniają się pozostawiając zanieczyszczenia w stanie stałym. Przy ciśnieniu atmosferycznym TiI4 topi się w 155 °C, a wrze w 377 °C, podczas gdy ZrI4 topi się w 499 °C (punkt potrójny), a w 431 °C sublimuje. Temperatury wrzenia są niższe przy mniejszych ciśnieniach. Gazowy tetrajodek metalu jest rozkładany na rozgrzanym do białości (1200 °C) włóknie wolframowym. W miarę jak coraz więcej metalu odkłada się, włókno zaczyna lepiej przewodzić prąd, przez co wymagane jest coraz więcej prądu do utrzymania wysokiej temperatury włókna. Proces oczyszczania opisują dwa równania:
Me(surowiec) + 2I2(gazowy) → MeI4(gazowy)
MeI4(gazowy) → Me(czysty) + 2I2(gazowy)
Do wytworzenia nowych porcji jodków używa się jod wydzielony w powyższej reakcji.
Podstawą efektywności procesu są następujące czynniki:
- zanieczyszczenia międzywęzłowe, takie jak tlen, węgiel lub azot, występują w surowym materiale w postaci tlenków, węglików i azotków, które nie reagują z jodem
- niektóre z powstających jodków metali zanieczyszczających są na tyle stabilne termicznie, że nie ulegają rozkładowi na rozgrzanym włóknie
- wiele zanieczyszczeń jest na tyle lotnych, że jeśli nawet ulegają transportowi w postaci jodku i rozpadowi termicznemu na włóknie, to pozostają w fazie gazowej i nie odkładają się z produktem
- tworzenie jodków różnych metali wymaga różnych temperatur, np. jodek cyrkonu powstaje w ok. 300 °C, a jodek niobu w 400  °C, co umożliwia znaczące obniżenie zawartości niobu w oczyszczonym cyrkonie (z 2,5% do ok. 1‰)

Proces van Arkela-de Boera jest natomiast mało efektywny w usuwaniu np. hafnu i krzemu, które mają wyższe współczynniki transportu.
W zależności od warunków, proces może trwać od kilku godzin do kilku tygodni.

Proces jodkowy. Me oznacza metal

## Galeria
Przykłady kilku metali oczyszczonych za pomocą tego procesu:

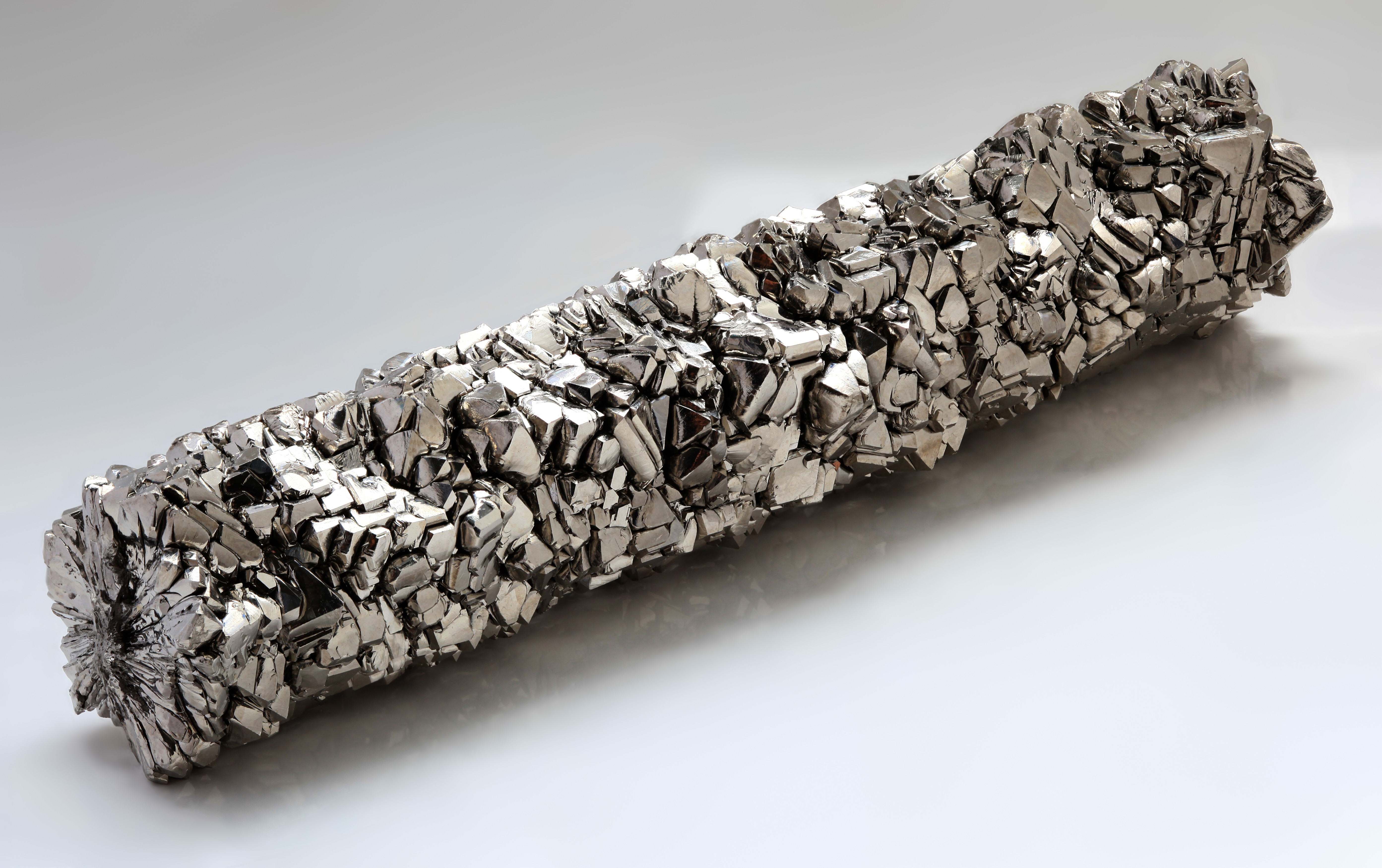
Pręt kryształu tytanu
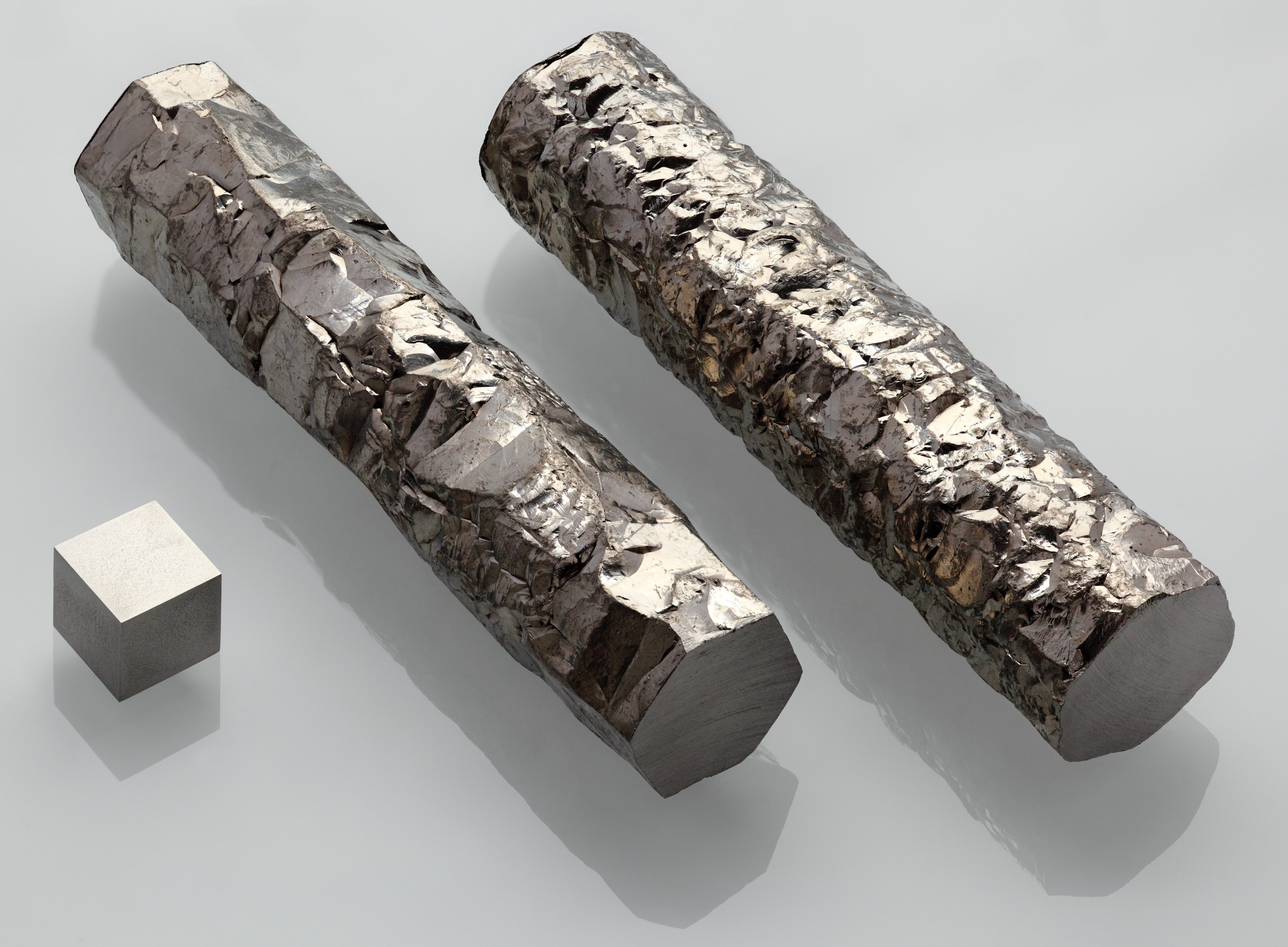
Pręt kryształu cyrkonu
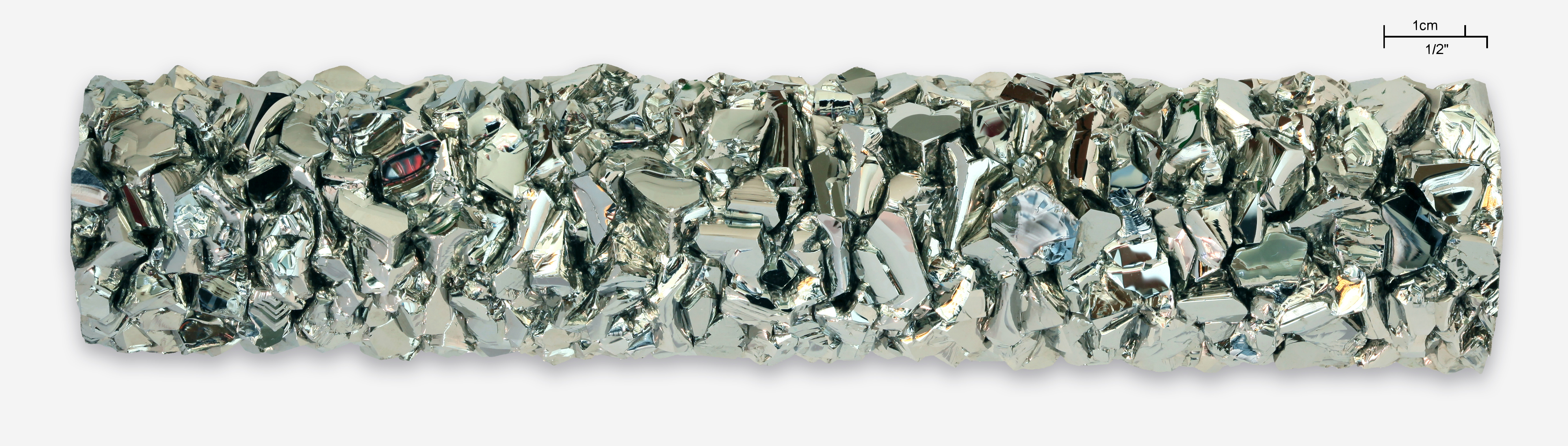
Pręt kryształu hafnu
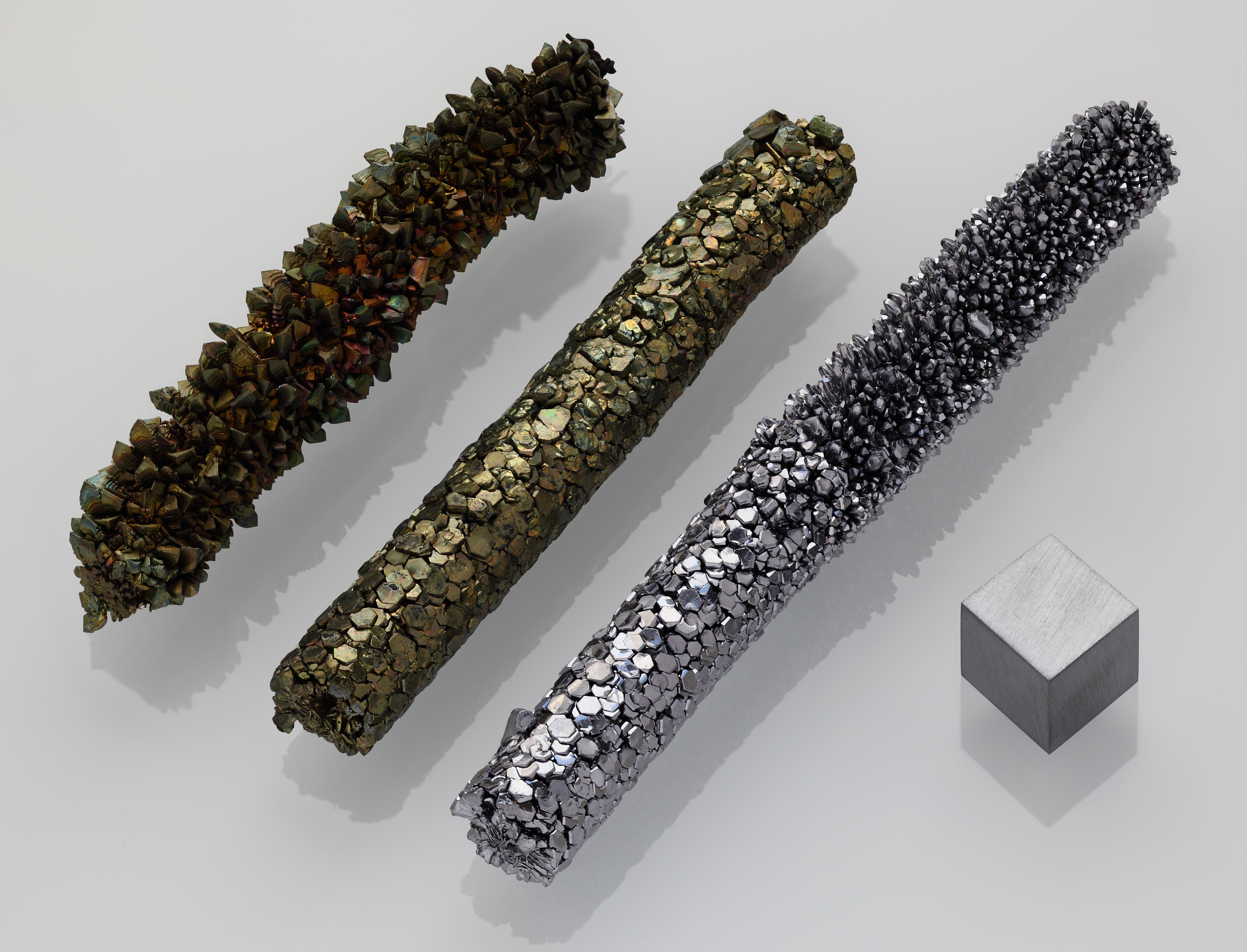
Pręt kryształu wanadu